# العیریة
العیریة یک منطقهٔ مسکونی در عربستان سعودی است که در استان عسیر واقع شده‌است.

## خصوصیات
العیریة ۲٬۰۰۰ نفر جمعیت دارد و ۳۷۹ متر بالاتر از سطح دریا واقع شده‌است.